# Riserva naturale Vallombrosa
La Riserva Naturale Biogenetica di Vallombrosa è un'area naturale protetta demaniale nella regione Toscana, istituita nel 1977. Occupa una superficie di 1273 ha nella Città Metropolitana di Firenze sul versante occidentale del massiccio del Pratomagno e più precisamente nel Comune di Reggello. Si estende dai 470 metri dell'abitato di Tosi ai 1440 metri s.l.m. del Monte Secchieta. 

## Storia
La storia della foresta è strettamente legata a quella dei Monaci Benedettini Vallombrosani, la cui congregazione fu fondata da San Giovanni Gualberto nel 1036. 
In un bosco già composto prevalentemente da latifoglie, i monaci iniziarono dal XIV secolo l'impianto dell'abete bianco (Abies Alba) il cui legno era destinato al taglio con la procedura cosiddetta del "taglio raso" e, successivamente, alla vendita principalmente ai cantieri navali. L'attività forestale divenne il settore principale della loro economia e i terreni di proprietà crebbero nel corso degli anni. 
Nei secoli successivi l'attività in ambito forestale si approfondì grazie a figure come l'Abate Luigi Fornaini (XVII Secolo) fino alle interruzioni dovute alle soppressioni delle corporazioni religiose sia napoleoniche che del Regno d'Italia, che costrinsero i monaci a lasciare l'abbazia per tornarvi nel 1949. La sapienza e la cura per la foresta che i monaci hanno esercitato per secoli sono proseguite dall’Unità d’Italia con il Corpo Forestale dello Stato e lo sono ancora oggi grazie ai Carabinieri Forestali.
Nel 1869 l'Abbazia diviene sede del Regio Istituto Forestale, la prima scuola forestale italiana con la direzione di Alfonso de Bèrenger, fino al 1914 quando fu trasferita a Firenze per diventare successivamente la Facoltà di Scienze Forestali. 
Nel 1977 la foresta diviene Riserva Naturale e dal 1992 insieme alla vicina Foresta di Sant’Antonio costituisce una Zona Speciale di Conservazione all’interno della rete europea Natura 2000. È inoltre parte dell’Associazione Foresta Modello delle Montagne Fiorentine. Tutele e riconoscimenti che hanno lo scopo di mantenere e incrementare il già elevato livello di biodiversità della foresta.
A conferma del legame della foresta con i monaci, dal 1950 San Giovanni Gualberto è il Santo patrono dei Forestali d’Italia e viene celebrato ogni 12 Luglio con l’accensione della lampada votiva nella cappella a lui dedicata in Abbazia.

## Gli Arboreti Sperimentali
Gli Arboreti Sperimentali sono una collezione di specie forestali autoctone e esotiche costituita da migliaia di esemplari provenienti dai 5 continenti. Qui convivono più di 3000 esemplari di oltre 1000 entità botaniche appartenenti a 85 generi. 
La loro istituzione risale al 1869 - più di 150 anni fa -  con finalità di studio e sperimentazione per gli studenti del Regio Istituto Forestale. Ancora oggi sono tra i più noti d’Europa. 
Dal 2013 gli Arboreti sono gestiti dal Reparto Carabinieri Biodiversità di Vallombrosa e vengono effettuate attività didattiche e visite guidate. 

## Punti di interesse
- L'Abbazia di Vallombrosa, il Museo di Arte Sacra e l'Antica Farmacia dei monaci
- Il Paradisino o Eremo delle Celle, da cui si gode di un ampio panorama
- Il "pratone" - un ampio prato frequentato in estate da chi vuol fare un picnic godendo del fresco della foresta
- L'albero più alto d'Italia - raggiungibile percorrendo uno dei numerosi sentieri della foresta. L'albero più alto d'Italia è un abete di Douglas che misura 62,45 metri. Poco distante anche il secondo classificato, di poco più basso.
- Il "Circuito delle Cappelle" - un percorso sacro di tabernacoli e cappelle che si snoda intorno all'Abbazia e nella foresta.
- Il Centro Visite della Foresta - si trova lungo il parcheggio sul lato destro dell'Abbazia ed è il primo punto di accoglienza e informazioni della Riserva, ospita spazi tematici dedicati al lavoro dell’uomo nel bosco ed alle attività dei Carabinieri Forestali.
- Dalla località Saltino è possibile raggiungere a piedi Vallombrosa con un percorso dedicato
- Il "Faggio Santo"

## Cammini e sentieri
Le strade forestali e i sentieri del CAI formano un'ampia rete escursionistica, connessa anche con i sentieri della Foresta di Sant’Antonio, con il fondovalle del Valdarno Superiore e con il Parco delle Foreste Casentinesi. Alcuni sentieri sono adatti anche per passeggiate a cavallo o con mountain bike. 
Tra i cammini che passano da Vallombrosa, sono da ricordare quelli dedicati a San Francesco e a Dante Alighieri. 
All’interno della Foresta si trovano alcuni bivacchi spartani privi di servizi e acqua, oltre al nuovo bivacco situato nei pressi dell’Abbazia.